# Eksterritorialitet
Eksterritorialitet (latin) betegner i folkeretten det forhold, at en person eller ting, som befinder sig inden for en stats territorium, dog ikke er underkastet statens jurisdiktion. Eksterritorialitet betyder en indskrænkning i statens normale territorialhøjhed, der strækker sig til alt, hvad der findes på territoriet, til personerne uden hensyn til, om de er fremmede eller indfødte, og til tingene uden hensyn til, hvem de tilhører.
Når denne territorialhøjhed ikke opretholdes i alle forhold og navnlig ikke over for visse officielle repræsentanter for fremmede stater, når de kommer ind på territoriet, er det ikke, som ofte antaget, en nødvendig konsekvens af staternes uafhængighed eller overhovedet et udslag af en almindelig folkeretlig retsgrundsætning (dette synspunkt ville føre til videregående resultater, end i praksis anerkendt), men årsagerne er at søge i rent praktiske hensyn. I mange tilfælde vil de fremmede statsrepræsentanter ikke fuldt ud kunne løse de opgaver, som er stillede dem, når de er opholdsstatens territorialhøjhed underkastede, men det hensyn, som stærkest gør sig gældende, er dog hensynet til at undgå rivninger mellem staterne, hvilke let kan opstå, når en stat udstrækker sin myndighed over fremmede staters suveræner, gesandter, krigsskibe og lignende, idet man i disse vil være tilbøjelig til at se personifikationer af den fremmede stat selv, hvortil kommer, at flere af dem end ikke i deres hjemland er statsmyndighederne eller dog de civile statsmyndigheder undergivne. Med den anførte begrundelse af eksterritorialitet stemmer det godt, at denne forekommer i mange afskygninger, og at reglerne om den ingenlunde altid er prægede af konsekvens. Endnu mere urigtig end eksterritorialitetens afledning af staternes uafhængighed er den teori, der bygger eksterritorialitet på en fiktion, nemlig den i selve ordet antydede, at den eksterritoriale person eller ting lige som befinder sig uden for territoriet (quasi extra territorium), så at fx et fremmed gesandtskabshotel slet ikke er at anse som en bestanddel af dette, men derimod af hjemstatens territorium. Denne fiktion, der allerede opstilledes af Hugo Grotius, har historisk set haft stor betydning og bidraget meget til anerkendelsen af eksterritorialitet, men lige så lidt som nogen anden fiktion kan den tjene til forklaring eller begrundelse af retsregler, og det er også meget langt fra, at praksis drager konsekvenserne af den. Et omtvistet spørgsmål er det, om eksterritorialitet kun betyder, at den normale retshåndhævelse over for de eksterritoriale personer er udelukket, eller om der ligger det mere i den, at disse overhovedet ikke skylder opholdsstatens love lydighed. Det første er forudsat i den oven for givne definition, og det ses heller ikke, at de til grund liggende hensyn behøver at føre videre. Den praktiske betydning heraf er den, at opholdsstaten, når en fremmed suveræn eller gesandt overtræder dens love, kan fordre ham fjernet eller endog selv fjerne ham, lige som et krav på afstraffelse i hjemstaten efter omstændighederne kan være begrundet.
De vigtigste grupper af eksterritoriale personer og ting nyder i almindelighed særstilling som følger:
- Statsoverhoveder og regenter uden hensyn til benævnelsen, når de midlertidig begiver sig ind på en fremmed stats territorium, tilligemed de dem ledsagende medlemmer af deres familie og deres øvrige følge. At rejsen foretages inkognito, udelukker ikke eksterritorialitet, men kan naturligvis bevirke, at vedkomnes egenskab af statsoverhoved forbliver ukendt, indtil den særlig oplyses. Når medlemmer af et regerende hus rejser alene, nyder de ikke eksterritorialitet, men af kurtoisi plejer den dog at blive tilstået i det mindste dronningen og ligeledes til abdicerede og depossederede suveræner.
- Gesandter uden hensyn til, hvilken rangklasse de tilhører, tilligemed det øvrige gesandtskabspersonale samt gesandtens og det nævnte personales med dem samlevende familiemedlemmer og deres tjenerskab. For det sidstes vedkommende anerkendes eksterritorialitet dog nogle steder kun, når de pågældende ikke er opholdsstatens undersåtter. Strengt taget har gesandten kun krav på eksterritorialitet i den stat, ved hvis hof han er akkrediteret, men faktisk indrømmes den ham i reglen også under gennemrejse gennem andre stater, i hvert fald i et begrænset omfang.

I begge de ovennævnte tilfælde er eksterritorialitet næsten fuldstændig, det vil sige, at de pågældende er så godt som helt unddragne opholdsstatens tvangsmyndighed. De kan således ikke blot ikke straffes, men der kan heller ikke anlægges civilt søgsmål imod dem ved statens domstole, en regel, hvorfra dog må undtages søgsmål med hensyn til de dem privat tilhørende og i staten liggende faste ejendomme, for så vidt søgsmålet går ud på at gøre tinglige rettigheder i disse gældende, samt muligvis visse andre søgsmål, således efter nogles mening søgsmål, der udspringer af egentlig forretningsvirksomhed, som den eksterritoriale person driver i opholdslandet. Endvidere kan eksterritorialitet opgives, hvortil en gesandt dog bør have sin regerings samtykke, og en sådan opgivelse antages at foreligge, når vedkommende efter indstævning møder eller lader møde, uden at gøre indsigelse mod rettens kompetence. Heller ikke er der noget til hinder for, at den eksterritoriale person selv anlægger sag, og under en sådan sag må da modkrav kunne fremsættes, i det mindste, når der ikke forlanges selvstændig dom over sagsøgeren, konnekse modkrav måske i videre omfang. Fritagelsen for civil jurisdiktion omfatter også fritagelse for vidnepligt, og eventuelle stævninger må meddeles ad diplomatisk vej. En i henhold til det foregående erhvervet dom kan vistnok i almindelighed fuldbyrdes i al vedkommendes i opholdsstaten værende formue, for så vidt den findes uden for boligen eller gesandtskabshotellet, der er absolut uantastelige og derhos ikke tjener til hans personlige brug (grænsen her er dog ikke sikker), men i øvrigt er alle eksekutive skridt, være sig på grundlag af en dom eller uden en sådan, helt udelukkede. Det samme gælder med ubetydelige undtagelser alle tvangsforanstaltninger, udgående fra administrative myndigheder, fx toldeftersyn, anholdelse, husundersøgelse og lignende. Derimod har såvel det offentlige som private nødværgeret over for den eksterritoriale person, og i yderste nødstilfælde vil det endog kunne være tilladeligt med magt at fjerne ham fra territoriet. Heller ikke ligger der i eksterritorialitet nogen ret for statsoverhovedet eller gesandten til selv at udøve jurisdiktion, fx over medlemmerne af følget eller over vedkommendes egne undersåtter eller landsmænd; en sådan jurisdiktion må altid have et særligt retsgrundlag. Om den asylret for gesandter, som man med urette har villet udlede af reglen om gesandtskabshotellets ukrænkelighed, henvises til asylret. Undertiden henfører man under eksterritorialitet den suveræner og gesandter tilkommende inviolabilitet eller forhøjede retsbeskyttelse mod personlige angreb, men denne bør dog hellere holdes uden for begrebet, og det samme gælder om de andre mere specielle forrettigheder, som tilkommer de nævnte personer, fx fritagelsen for direkte, personlige skatter, retten til fri religionsøvelse i gesandtskabshotellet og lignende. I disse tilfælde foreligger der noget mere end den blotte eksterritorialitet, nemlig en begrænset eksemtion fra opholdsstatens materielle retsordning.
- Eksterritorialitet af væsentlig samme indhold som det oven for beskrevne tilkommer endvidere konsuler, der er ansatte i lande med konsularjurisdiktion, derimod ikke almindelige handelskonsuler, være sig udsendte konsuler (consules missi) eller valgkonsuler {consules electi). Disse nyder nemlig kun eksterritorialitet med hensyn til deres embedshandlinger, for hvilke de altså ikke kan drages til ansvar i opholdsstaten, samt med hensyn til deres embedslokaler og embedsarkiv, forudsat, at lokalerne ikke anvendes til andet brug, og arkivet kun rummer embedspapirer. I deres private forhold tilkommer der derimod ikke handelskonsuler eksterritorialitet, men der er dog i nyere tid nogen tilbøjelighed til at indrømme consules missi visse af de samme privilegier som gesandter. Dette forudsætter dog altid særlige aftaler i konsularkonventioner eller anden speciel hjemmel.
- Ved traktat er der tilsikret medlemmerne af den stående voldgiftsret i Haag eksterritorialitet, når de under udøvelsen af deres hverv opholder sig uden for deres hjemland, og denne eksterritorialitet har samme indhold som gesandters. Også delegerede på officielle kongresser og konferencer kan være ligestillede med disse, nemlig når der er tillagt dem diplomatisk karakter. Hvor dette derimod ikke er tilfældet, hvilket regelmæssigt gælder, når forhandlingerne drejer sig om anliggender af teknisk art, fx post-, telegraf- og jernbanevæsen, nyder de pågældende ingen fuldstændig eksterritorialitet, men en sådan er dog ikke blot hjemlet med hensyn til deres embedsforretninger og embedspapirer, men tilkommer dem også for deres personer, hvilke må anses for ukrænkelige så længe, de for kongressens skyld opholder sig i det fremmede land. På lignende måde forholder det sig med kommissærer uden diplomatisk karakter, der uden for tilfælde af kongresser sendes til udlandet for at føre officielle forhandlinger om et eller andet anliggende.
- Krigsskibe nyder eksterritorialitet under ophold på fremmed søterritorium eller i fremmede havne, forudsat at deres ophold dér har hjemmel i almindelig folkeret eller traktat eller i en speciel tilladelse fra opholdsstatens side. Dette gælder dog ikke om krigsførende magters krigsskibe, som i krigstid interneres i neutrale havne. Lige med krigsskibe stilles andre statsskibe samt private skibe, der for tiden udelukkende står til disposition for staten, for så vidt de benyttes til befordring af statsoverhovedet eller et gesandtskab eller på anden måde tjener almene statsformål, derimod ikke statsskibe, der benyttes i erhvervsøjemed, og ej heller private skibe, selv om de delvis anvendes i statens interesse, fx til befordring af post. Hvad indholdet af eksterritorialitet i disse tilfælde angår, står det for det første fast, at opholdsstaten ikke kan udøve nogen art af myndighed over selve skibet, eller hvad der befinder sig om bord på dette. Statens embedsmænd kan således ikke uden tilladelse betræde skibet, og der kan ikke gøres civil arrest eller eksekution deri, så lidt som i det ombordværende gods. Det er ligeledes utvivlsomt, at alle handlinger, som begås på skibet af de til dette hørende personer, udelukkende henhører under skibschefens eller hans hjemstats jurisdiktion, men mange bliver ikke stående herved, men opfatter overhovedet skibet som en flydende bestanddel af hjemstatens territorium, hvoraf da videre udledes, dels at skibschefen også kan udøve jurisdiktion over sådanne ikke til skibet hørende personer, som midlertidig befinder sig om bord, dels at skibet med hensyn til udlevering af forbrydere, der har søgt tilflugt på det, er at anse som udland. Om disse sætninger virkelig har hjemmel i gældende folkeret, er dog højst usikkert, og de vil i hvert fald næppe blive fastholdte fuldt ud i praksis. Under ophold i land nyder mandskabet eksterritorialitet, når det færdes der i tjenstlige anliggender, dog at der i tilfælde af lovovertrædelser efter omstændighederne må være adgang til rent midlertidig at anholde overtræderne for at aflevere dem til deres foresatte. Skyldes opholdet i land derimod ikke tjenstlige anliggender, er et krav på eksterritorialitet ikke begrundet, så at de pågældende ikke blot kan anholdes, men også straffes for begåede forbrydelser. Også her vil man dog som oftest nøjes med at udlevere den skyldige.
- Handelsskibe nyder ikke nogen almindelig eksterritorialitet under ophold på fremmed søterritorium, men lige som det er anerkendt, at en stat som regel ikke bør udstrække sin jurisdiktion til, hvad der foregår om bord på fremmede handelsskibe, der blot passerer dens søterritorium, således er det gennem praksis og traktater blevet meget almindeligt, at staten heller ikke blander sig i fremmede skibes indre forhold under ophold i havn. Nogen almen folkeretsregel herom kan dog ikke siges at eksistere, og sætningen anerkendes derhos altid kun med en række forbehold, hvortil navnlig hører, at det passerede ikke har været til forstyrrelse for ro og orden i havnen, samt at den, mod hvem retshåndhævelsen skal finde sted, ikke er opholdsstatens egen undersåt. Som oftest stilles endog videregående fordringer.
- Fremmede troppeafdelinger nyder eksterritorialitet efter regler, der er analoge med de om krigsskibe gældende. Vedkommende kaserne eller lejr må i denne henseende sidestilles med skibet, lige som militærpersoner, der færdes uden for de nævnte lokaliteter, bliver at behandle efter samme regler som skibsmandskabet, når det færdes i land.
- I lande med konsularjurisdiktion nyder undersåtter af stater, der er berettigede til at udøve sådan jurisdiktion, en mere eller mindre udstrakt eksterritorialitet.
- Som et tilfælde af speciel art kan endelig nævnes, at paven, skønt han siden 1870 ikke er statsoverhoved, nyder fuldstændig eksterritorialitet i Italien. Hjemlen herfor er at søge i en italiensk lov, nemlig den såkaldte Garantilov 13. maj 1871, og det er i det mindste tvivlsomt, om sætningen tillige har et internationalt grundlag.